# اولا وربروک
اولا وربروک (انگلیسی: Ulla Werbrouck؛ زادهٔ ۲۴ ژانویهٔ ۱۹۷۲) سیاستمدار و جودوکار سابق اهل بلژیک است.